# Штурманский калькулятор
Штурманский калькулятор — электронное вычислительное устройство, адаптированное для решения навигационных задач. Предполагалось, что данные устройства полностью заменят навигационные линейки (механические навигационные расчетчики), но этого так и не произошло. Подобные устройства были распространены среди летчиков и штурманов в конце 1990-х и начале 2000-х годов. В России штурманские калькуляторы использовались мало. С конца 2000-х годов, в связи с развитием навигационных систем (в том числе GPS), спрос на подобные калькуляторы практически иссяк.
Существовали и специализированные штурманские калькуляторы, например «Карманный компьютер летчика-наблюдателя».

## Примеры
ASA CX-2 Pathfinder Flight Computer — электронный компьютер для навигационных расчетов, аналогичных механическому расчетчику E6B.
Интерфейс адаптирован под стандарты планирования и осуществления полета. При выполнении последовательности вычислений результат одной задачи переходит, в качестве исходных данных, в другую задачу. Все параметры выводятся с указанием единиц измерения. В CX-2 имеется более 40 различных процедур расчета: вычисление воздушной и путевой скорости, числа Маха, высоты, топлива, курса, времени, скорости, расстояния, направления и скорости ветра, угла сноса, веса и балансировки.
СХ-2 имеет 16 функций конвертации единиц измерения, включая взаимные преобразования для морских и сухопутных миль, морских миль и километров, футов и метров, температуры по Фаренгейту и по Цельсию, миллибары, мм ртутного столба и т. д. Имеется два таймера и секундомер. Внутренние часы отображаются как в местном времени, так и по времени UTC. При выключении время не сбрасывается.
По состоянию на 2013 год ещё есть в продаже.
Jeppesen TechStar Pro Electronic Flight Computer — авиационный компьютер с функциями органайзера, предусматривал возможность учёта долготы и широты, которая позволяла пользователю вычислять ортодромию. 8-функциональный персональный органайзер мог использоваться в повседневной жизни не связанной с авиацией. Навигационный интерфейс включал в себя 7 основных разделов:
- расстояние, скорость, время (TSD);
- воздушная скорость по высотам (ALT);
- ветер (WND);
- вес и баланс (W/B);
- долгота широта (L/L);
- таймер (TMR);
- преобразования (CNV).

Кроме специализированных авиационных расчетов, в устройстве предусматривалась возможность использовать функции персонального органайзера. В частности, имелись разделы:
- телефон/адрес (TEL);
- персональный дневник (MEMO);
- ежедневный планировщик (SCHED);
- журнал расхода (EXPENSE);
- ежемесячный календарь (CALEN);
- местное время (TIME);
- мировое время (WORLD);
- калькулятор (CALC).

База данных — TechStar Pro предоставляет 25 разделов памяти определяемых пользователем. Это позволяет хранить в энергонезависимой памяти основные данные самолета. Конвертор величин позволял выполнять 75 различных преобразований для расстояния, объёма, веса, погоды, длины и времени и т. д.
Бортовой вычислитель Jeppesen Techstar — переносной бортовой вычислитель (штурманский калькулятор). Был распространен в конце 90-х годов. Интерфейс позволял вносить необходимые данные на любом этапе последовательности вычислений. Techstar также позволял осуществлять подбор части данных и повторное вычисление без того, чтобы вводить все данные заново. Он имел жидкокристаллический дисплей и шесть независимых разделов памяти, позволяющих хранить критические данные и вызывать их для использования в последующих вычислениях. Запрограммирован пятью программами, позволяющим решать более чем 100 аэронавигационных задач.